# 3026 Sarastro
3026 Sarastro eller 1977 TA1 är en asteroid i huvudbältet som upptäcktes den 12 oktober 1977 av den Schweiziska astronomen Paul Wild vid Observatorium Zimmerwald. Den har fått sitt namn efter karaktären Sarastro i Wolfgang Amadeus Mozart´s Trollflöjten.
Asteroiden har en diameter på ungefär 16 kilometer.